# Вальдемар Генріці
Вальдемар Генріці (нім. Waldemar Henrici; 3 лютого 1878, Бергіш-Гладбах — 15 лютого 1950, Марктбрайт) — німецький воєначальник, доктор політичних наук (28 липня 1923), генерал-лейтенант вермахту та обергенераларбайтсфюрер Імперської служби праці.

## Біографія
7 березня 1896 року вступив в 137-й піхотний полк Прусської армії. 1-28 червня 1899 року перебував в 19-му інженерному батальйоні, з 4 жовтня 1899 по 21 вересня 1901 року — в навчальному піхотному батальйоні в Потсдамі, з 1 жовтня 1903 по 21 липня 1906 року — у Військовій академії. З 1 лютого 1907 року — ад'ютант свого полку, з 20 грудня 1910 року — інспекції військових училищ, з 10 вересня 1913 року — директора центрального відділу Військового міністерства, з 1 серпня 1914 року — при командуванні гврадійського резервного корпусу. З 22 червня 1915 року служив в штабі Прусського військового міністерства. 8 червня 1916 року відряджений в 145-й піхотний полк, з 16 червня — командир 2-го батальйону. 23 грудня 1916 року переведений у Військове міністерство, 13 лютого 1918 року — в 145-й піхотний полк. З 4 березня 1918 року — командир 2-го батальйону 30-го піхотного полку.
23 березня 1918 року переведений у Військове міністерство, 1 жовтня 1919 року — в Імперське військове міністерство, з 24 листопада 1919 року — консультант, з 1 листопада 1922 року — начальник відділу. З 1 жовтня 1923 року — командир 1-го батальйону 8-го піхотного полку. З 15 лютого 1926 року служив у штабі полку. З 1 січня 1928 року — командир 2-го піхотного полку. 31 січня 1929 року звільнений у відставку, проте наступного дня повернувся в армію як цивільний співробітник і був призначений консультантом з підготовки в штабі 2-ї дивізії. 30 вересня 1933 року знову звільнений у відставку. 1 жовтня 1934 року вступив в Імперську службу праці і очолив 2-у (Східна Померанія), потім 27-му область праці (Франконія).
1 липня 1939 року переданий в розпорядження сухопутних військ. З 25 жовтня 1939 року — командир дивізії №443, з 10 лютого по 25 вересня 1940 року — 555-ї піхотної дивізії. Учасник Французької кампанії. З 1 серпня 1940 року — командир 258-ї піхотної дивізії. Учасник Німецько-радянської війни. Під час Вяземської операції 2 жовтня 1941 року був важко поранений внаслідок вибуху міни, йому доелося ампутувати праву гомілку. 5 грудня 1941 року відправлений в командний резерв і більше не отримав призначень. 31 грудня 1943 року остаточно звільнений у відставку.

## Звання
- Другий лейтенант (7 березня 1896)
- Оберлейтенант (20 березня 1906)
- Гауптман (16 червня 1911)
- Майор (6 червня 1916)
- Оберстлейтенант (1 квітня 1921)
- Оберст (1 грудня 1925)
- Генерал-майор запасу (31 січня 1929)
- Генераларбайтсфюрер (18 грудня 1935)
- Генерал-майор резерву (12 лютого 1940)
- Генерал-майор до розпорядження (1 липня 1940)
- Генерал-лейтенант до розпорядження (1 жовтня 1941)
- Обергенераларбайтсфюрер (26 червня 1943; офіційно з 1 липня 1939)

## Нагороди
- Столітня медаль
- Залізний хрест 2-го і 1-го класу
- Хрест «За заслуги у військовій допомозі»
- Орден «За військові заслуги» (Баварія) 4-го класу з мечами
- Орден Альберта (Саксонія), лицарський хрест 1-го класу з мечами
- Орден Фрідріха (Вюртемберг), лицарський хрест 1-го класу з мечами
- Хрест «За вірну службу» (Шаумбург-Ліппе)
- Хрест «За військові заслуги» (Австро-Угорщина) 3-го класу з військовою відзнакою
- Срібна медаль «Ліякат» з шаблями (Османська імперія)
- Галліполійська зірка (Османська імперія)
- Німецький імперський спортивний знак в золоті[2]
- Почесний хрест ветерана війни з мечами
- Медаль «За вислугу років у Вермахті» 4-го, 3-го, 2-го і 1-го класу (25 років; 1936)[2] — отримав 4 нагороди одночасно.
- Нагрудний знак «За поранення» в чорному[2]
- Медаль «За зимову кампанію на Сході 1941/42» (серпень 1942)[2]